# Cencerro (caballo)
Cencerro fue un caballo chileno, ganador en 1963 de la Copa Jackson, el Derby de Chile, el St. Leger, el Gran Premio Internacional de Chile y el Gran Premio de Brasil en el Hipódromo de La Gávea, Río de Janeiro.

## Biografía
Cencerro fue hijo de Forest Row y Cést si Bon, por Vicinity. Nació en el Haras San Juan y completó su crianza en el Haras Matancilla.
Sus logros en la Copa Jackson, el Derby, el St. Leger y el Gran Premio Internacional de Chile le sirvieron para ser invitado a correr el Gran Premio de Brasil, el 4 de agosto de 1963, competencia que ganó por una ventaja de cinco cuerpos sobre el argentino Fresh Air.